# Josef Kazimír Drašković z Trakošćanu
Josef Kazimír Drašković z Trakošćanu (chorvatsky Josip Kazimir Drašković z Trakošćanski, 4. března 1714, zámek Trakošćan - 9. listopadu 1765 ) byl chorvatský šlechtic z hraběcího rodu Draškovićů a generál a podmaršál rakouské císařské armády.

## Život

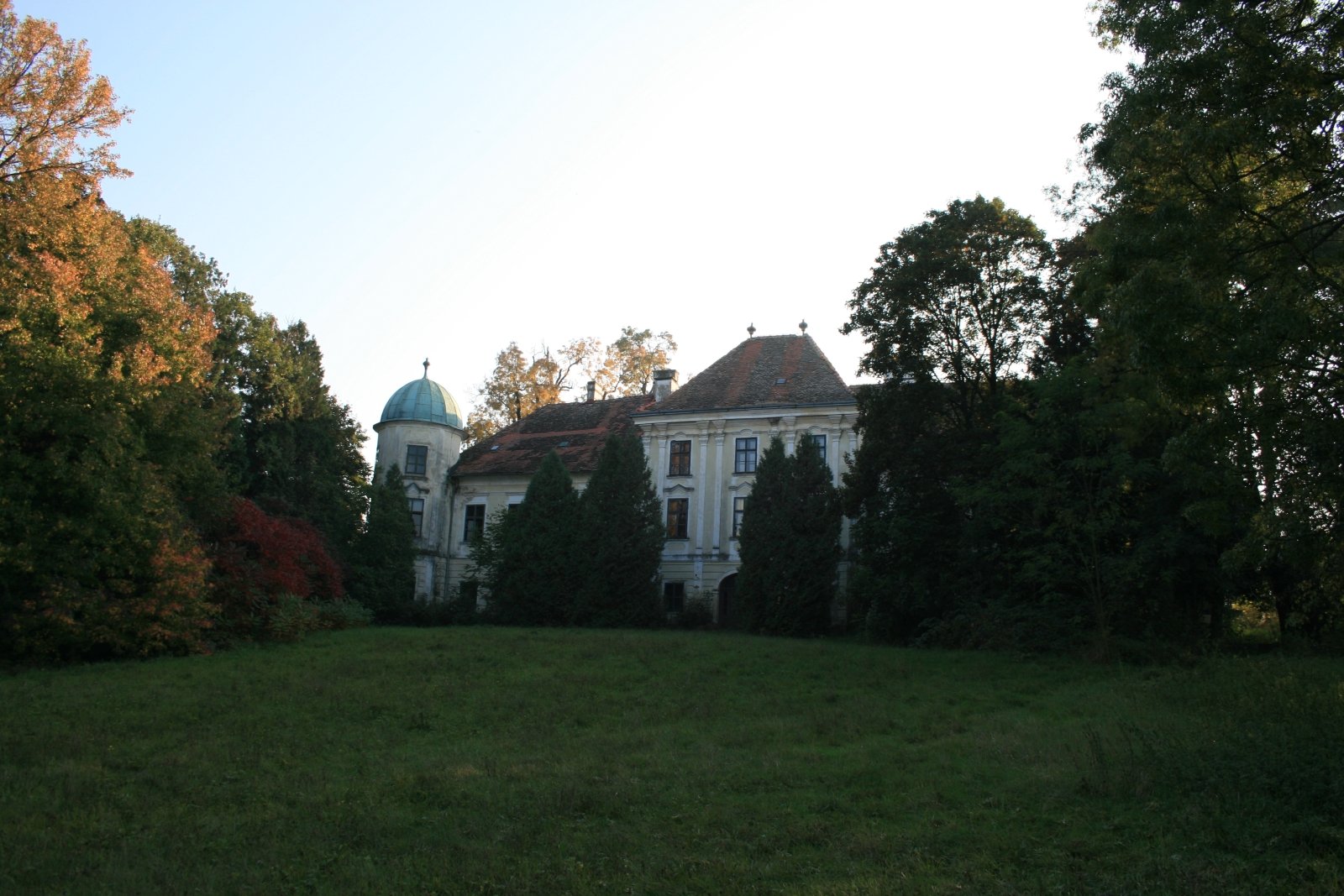
Drašković nechal postavit u Záhřebu hrad Brezovica

Josef Kazimír hrabě Drašković se narodil jako syn chorvatského bána Jana V. Antonína Draškoviće a jeho manželky Marie Kateřiny hraběnky z Brandis.
Od roku 1734 sloužil v armádě. Ve válce o rakouské dědictví bojoval již v hodnosti podplukovníka a plukovníka, v sedmileté válce jako generálmajor.
V bitvě u Lovosic (1. října 1756) velel zálohám, po bitvě u Kolína ztížil ústup Prusů u Újezda, zúčastnil se dobytí Svídnice, pomáhal bránit Olomouc, za což byl jmenován polním podmaršálem. 26. července 1760 dobyl pevnost Kladsko, byl však poražen 21. června 1762 u Heidersdorfu a zajat. Znovu svobodný, v roce 1763 byl povýšen na generála-polního zbrojmistra a později na emského velitele v Sedmihradsku.
Kvůli nerovnorodnému sňatku se ženou z nižší šlechty přišel jeho vojenský postup poměrně pozdě. K povýšení vedly teprve jeho úspěchy během sedmileté války. 4. prosince 1758 obdržel rytířský kříž a v 15. října 1765 Komandérský kříž vojenského řádu Marie Terezie.
Generál Josef Kazimír hrabě Drašković z Trakošćanu zemřel 9. listopadu 1765.
V roce 1894 po něm byla pojmenována ulice Draskovichgasse ve 14. vídeňském okrese Penzingu.